# Nexe Fundació Privada
Nexe Fundació Privada és una entitat sense ànim de lucre fundada el 1991 a Barcelona pel mateix equip de professionals que el 1981 havia cret un dels primers serveis d'atenció precoç a Catalunya, i és dedicada a la plena atenció dels nens menors de sis anys amb pluridiscapacitat.
Té com a objectiu oferir una atenció global i interdisciplinària als nens que presenten algun trastorn de desenvolupament, així com a les seves famílies, i es manté amb el suport d'organismes públics, entitats privades, donacions de particulars i les quotes de les famílies usuàries dels seus serveis. Aquesta entitat compta amb l'única escola bressol de Catalunya per a nens amb pluridiscapacitat entre els 0 i els 6 anys, amb l'atenció d'un equip transdisciplinari, mentre que les famílies reben informació
i assessorament i el suport d'un grup de pares, i a més es beneficien de serveis com casals, colònies o cangurs especialitzats.
Desenvolupa un programa de cursos, jornades i seminaris dirigit a professionals, pares, estudiants i voluntaris, i també participa en diversos projectes de recerca i treball d'àmbit nacional i internacional que fomenten l'estudi de temes relacionats amb els trastorns del desenvolupament, la pluridiscapacitat i l'atenció precoç.
La fundació ha destacat sempre per integrar-se com un servei més del barri.
Durant el temps que va tenir la seu a Sarrià - Sant Gervasi va participar en la Taula d'Entitats i en el projecte Petit Drac, amb la realització de contes vivencials per a les escoles d'educació especial del districte. Al districte de Gràcia ha participat en les mostres d'entitats amb diverses activitats, així com en diversos projectes per difondre els seus coneixements i el treball amb els nens amb pluridiscapacitat i les seves famílies. El 2005 va rebre la Medalla d'Honor de Barcelona.